# Banana (seriál)
Banana je britský televizní seriál, který v roce 2015 uvedl soukromý televizní kanál E4. Byla odvysílána jedna řada o osmi dílech. Seriál rozvíjí osud vedlejších postav, které se objevily v seriálu Cucumber. Podle teorie hlavního hrdiny seriálu Cucumber Henryho symbolizuje banán střed na škále erekce mezi okurkou a tofu.

## Děj
V každém díle je hlavním hrdinou někdo jiný. Jedná se o osoby, se kterými se opakovaně či jednorázově setkávají s hlavními postavami v seriálu Cucumber.

## Přehled dílů
| Č. v seriálu | Původní název | Režie        | Scénář           | Premiéra ve VB  |
| ------------ | ------------- | ------------ | ---------------- | --------------- |
| 1            | Episode 1     | Lewis Arnold | Russell T Davies | 22. ledna 2015  |
| 2            | Episode 2     | Lewis Arnold | Russell T Davies | 29. ledna 2015  |
| 3            | Episode 3     | Lewis Arnold | Sue Perkins      | 5. února 2015   |
| 4            | Episode 4     | Lewis Arnold | Charlie Covell   | 12. února 2015  |
| 5            | Episode 5     | Luke Snellin | Matthew Barry    | 19. února 2015  |
| 6            | Episode 6     | Al Mackay    | Charlie Covell   | 26. února 2015  |
| 7            | Episode 7     | Luke Snellin | Lee Warburton    | 5. března 2015  |
| 8            | Episode 8     | Al Mackay    | Russell T Davies | 12. března 2015 |